# Astragalus kronenburgii
Astragalus kronenburgii es una especie de planta del género Astragalus, de la familia de las leguminosas, orden Fabales.

## Distribución
Astragalus kronenburgii se distribuye por Kazajistán, Kirguistán y Uzbekistán.

## Taxonomía
Fue descrita científicamente por B. Fedtsch. ex Kneucker. Fue publicada en Allg. Bot. Z. Syst. 1905, 171.